# Lliçons de dicció

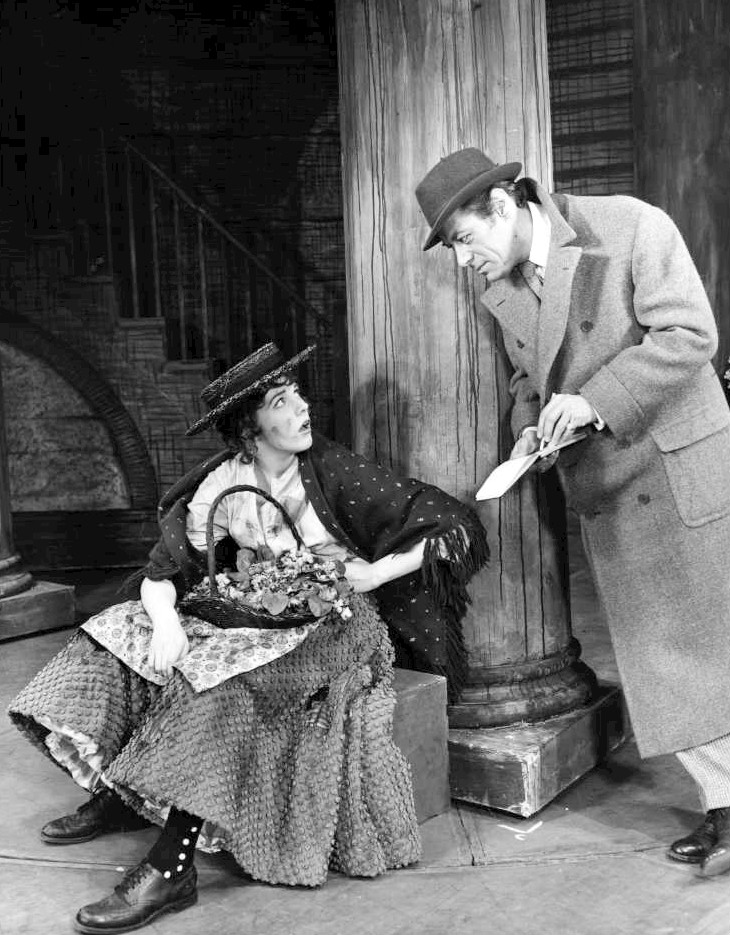
Julie Andrews i Rex Harrison a My Fair Lady

Les diction lessons són unes lliçons de dicció que s'imparteixen a les "acadèmies de dicció" per a la reducció de l'accent, també coneguda com a modificació o neutralització de l'accent, és un enfocament sistemàtic per aprendre o adoptar un nou accent de parla. És el procés d'aprenentatge del sistema sonor (o fonologia) i l'entonació melòdica d'una llengua perquè el parlant no nadiu pugui comunicar-se amb claredat. En alguns casos, l'objectiu de l'estudiant pot consistir en eliminar completament el seu accent original.

## Motiu: Accent i socialització
Hi ha estudis que han demostrat que els nens petits tenen una preferència social per les persones que parlen la seva llengua sense accent estranger. En un estudi,sociològic, l'accent pesava més que l'aparença física: els nens van donar preferència als nens de diferent color de pell que parlaven sense accent com a possibles companys de joc sobre els nens del mateix origen ètnic que parlaven amb un accent estranger.
Amb l'excepció dels espectacles d'entreteniment, comèdies i sàtires, els presentadors i moderadors de les emissores de ràdio i televisió alemanyes per regla general han de tenir un domini perfecte de la llengua sense accents regionals o estrangers. Això s'aplica especialment als mitjans informatius, que pretenen transmetre serietat i credibilitat. L'article 3 de la Llei alemanya prohibeix la discriminació, ja sigui per raó d'ascendència, pàtria o origen, o llengua. Segons l'Opinió de l'Agència Federal Antidiscriminació (ADS), els requisits per a les competències en llengua alemanya sense accent poden constituir, en principi, una discriminació indirecta per raó de l'origen ètnic. Tanmateix, si les competències lingüístiques sense accent són un "requisit essencial i decisiu per a l'execució d'una feina específica", l'empresari té dret a exigir coneixements d'alemany sense accent.

## Acadèmies de dicció
La modificació d'accent l'ofereixen diversos formadors i lingüistes de parla i llenguatge.
Les àrees d'atenció poden incloure ensenyar als estudiants una articulació clara de vocals i consonants, així com els patrons d'entonació que són únics per a cada llengua. La seqüència d'aprenentatge normalment es divideix en segments d'aprenentatge progressiu fins que s'acumulen per utilitzar les habilitats apreses recentment en la conversa. Les àrees addicionals poden incloure l'enllaç, la taxa o la projecció de veu. La formació d'accent dirigida per un instructor també inclourà sovint pràctica conversacional per ajudar l'estudiant a transferir aquestes habilitats recentment apreses a les converses quotidianes.
Els terminis de formació poden variar des d'uns quants dies fins uns quants mesos, depenent del model d'instrucció escollit.
Encara que els accents es poden minimitzar mitjançant l'entrenament, eliminar un accent és difícil i pot trigar anys.

## Idiomes

### En anglès
La millora de l'accent se centra a ensenyar als estudiants a pronunciar sons difícils com ara /θ/, /ð/, /ɹ/, /l/ i /w/ ; entonació, accent i ritme. Els parlants d'espanyol i portuguès podrien afegir una /h/ abans de la vocal /ɪ/, com en "el seu" per "és". Per tant, els sons vocàlics també es cobreixen en l'entrenament de reducció d'accent. La pràctica de la vocal /ɪ/ més comunament escrita "i" es fa recitant algunes de les diferències següents: his versus is, hit versus it, hill versus ill. En no deixar que la part posterior de la seva llengua toqui el paladar, els parlants nadius de llengües asiàtiques (xinès, etc.) poden evitar afegir una /j/ abans de la /ɪ/ per exemple, quan parlen "yin" en lloc de "in".
Tot i que els accents es poden reduir mitjançant la formació, alguns lingüistes adverteixen que no donen als seus estudiants cap falsa esperança dient que perdran els seu accents natiu. Segons Dennis Baron, professor de lingüística a la Universitat d'Illinois a Urbana-Champaign, eliminar un accent és difícil. Calmar un accent, va dir, requereix anys d'interacció amb els parlants nadius d'anglès. Tot i així, segons la legislació laboral dels Estats Units, els empresaris poden prendre decisions laborals basades en l'accent si interfereix amb la feina. La Comissió federal Equal Employment Opportunity Commission rep una sèrie de queixes cada any d'individus que creuen que són víctimes de discriminació laboral relacionada amb l'accent.
Els actors Portia de Rossi, Tom Holland, Anthony La Paglia, Katherine Langford i Charlize Theron són exemples de persones notables que van rebre aquesta formació per perdre els seus accents nadius i desenvolupar accents americans, fins i tot en la parla quotidiana.
Pel que fa a l'entrenament per arribar a corregir l'accent en anglès, els dos vessants més importants per a la reducció de l'accent, són les variants regionals britàniques d'un costat i les variants americanes de l'altre costat.